# Canton (Massachusetts)
Canton ist eine US-amerikanische Stadt im Norfolk County, Massachusetts. Das U.S. Census Bureau hat bei der Volkszählung 2020 eine Einwohnerzahl von 24.370 ermittelt. Canton ist Teil der Metropolregion Greater Boston. 

## Geschichte
Canton wurde offiziell am 23. Februar 1797 aus Teilen der Stadt Stoughton gegründet. Der Name Canton wurde von Elijah Dunbar vorgeschlagen und stammt aus dem frühen Glauben, dass Canton in China auf der komplett gegenüberliegenden Seite der Erde (antipodal) liegt, aber diese Theorie war falsch. Elijah Dunbar war auch der erste Präsident der Stoughton Musical Society von 1786 bis 1808. Jetzt benannt die Old Stoughton Music Society, ist sie die älteste Chorgesellschaft in den Vereinigten Staaten.

## Demografie
Nach der Volkszählung von 2010 leben in Canton 34.087 Menschen. Die Bevölkerung teilt sich auf in 81,6 % Weiße, 6,6 % Afroamerikaner, 0,1 % amerikanische Ureinwohner, 7,5 % Asiaten und 2,1 % mit zwei oder mehr Ethnizitäten. Hispanics oder Latinos aller Ethnien machten 2,0 % der Bevölkerung  aus. Das mittlere Haushaltseinkommen lag 2017 bei 113.135 US-Dollar und die Armutsquote bei 3,5 %.

## Wirtschaft
In Canton befindet sich der Unternehmenshauptsitz von Dunkin’ Donuts.

## Söhne und Töchter der Stadt
- Bill Burr (* 1968), Komiker und Schauspieler
- Kevin Rooney (* 1993), Eishockeyspieler